# ديفيد ديستورمي
ديفيد ديستورمي (30 أغسطس 1979 بغنت في بلجيكا - ) هو لاعب كرة قدم بلجيكي في مركز الوسط. لعب مع فاسلاند بيفيرين وكيه في ميخيلين وفيربرودرينغ دندر إندرخت هكلغام ‏ ونادي هويك ‏.

## روابط خارجية
- ديفيد ديستورمي على موقع قاعدة بيانات كرة القدم.إي يو (الإنجليزية)
- ديفيد ديستورمي على موقع Soccerway.com (الإنجليزية)